# Trubbnålskinn
Trubbnålskinn (Tubulicrinis glebulosus) är en svampart som först beskrevs av Elias Fries, och fick sitt nu gällande namn av Donk 1956. Tubulicrinis glebulosus ingår i släktet stiftskinn och familjen Tubulicrinaceae.  Arten är reproducerande i Sverige. Inga underarter finns listade i Catalogue of Life.
I den svenska databasen Dyntaxa används istället namnet Tubulicrinis gracillimus för samma taxon.  Arten är reproducerande i Sverige.